# Albertas Sinevičius
Albertas Sinevičius (* 7. Dezember 1943 in Kaunas) ist ein litauischer Manager und ehemaliger Politiker.

## Leben
Nach dem Abitur von 1950 bis 1961 an der 22. Mittelschule Kaunas absolvierte er von 1962 bis 1970 das Studium an der Fakultät für Leichtindustrie der Kauno technologijos universitetas. Von 1983 bis 1987 war er Generaldirektor von „Baltija“, von 1987 bis 1990 sowjetlitauischer Vizeminister für Leichtindustrie, von 1990 bis 1991 litauischer Handelsminister, von 1992 bis 1994 Minister für Industrie und Handel, von 1994 bis 2000 Präsident der Bank Vilniaus komercinis bankas und von 1994 bis 2004 des Unternehmens UAB „Lietžaliava“, ab 2004 der UAB „Sineta“. Er ist Aufsichtsratsvorsitzender des Kreditinstituts LTL Kredito unija.

## Quelle
- http://www.whoiswho.lt/1000metu/Pages/biography.aspx?ID=73278